# György Gedó
György Gedó (ur. 23 kwietnia 1949 w Budapeszcie) – węgierski bokser, mistrz olimpijski i dwukrotny mistrz Europy.
Startował w wadze papierowej. Cztery razy brał udział w igrzyskach olimpijskich. W Meksyku 1968 odpadł w pierwszej walce. Za to w Monachium 1972 wygrał wszystkie pojedynki i zdobył złoty medal. W Montrealu 1976 i Moskwie 1980 dochodził do ćwierćfinału.
Trzykrotnie startował w mistrzostwach Europy. za każdym razem zdobywając medal. W Bukareszcie 1969 i w Madrycie 1971 zdobywał złote medale, a w Katowicach 1975 brązowy.
Był mistrzem Węgier w latach 1968–1973, 1975 i 1980.